# Pseudosciara forceps
Pseudosciara forceps är en tvåvingeart som först beskrevs av Franklin William Pettey 1918.  Pseudosciara forceps ingår i släktet Pseudosciara och familjen sorgmyggor.
Artens utbredningsområde är Florida. Inga underarter finns listade i Catalogue of Life.